# Borders
| Recensione | Giudizio |
| ---------- | -------- |
| AllMusic   | [ 1 ]    |

Borders è un album discografico degli Ossian, pubblicato dall'etichetta discografica Iona Records nel 1984.

## Tracce
Tutti i brani sono stati composti (e arrangiati) dagli Ossian, eccetto dove indicato.
Lato A
1. Troy's Wedding* / Biddy from Sligo – 3:45 (Colin Magee*)
2. Rory Dall's Sister's Lament – 3:56 (Rory Dall Morrison)
3. Chairlie, oh, Chairlie – 3:28
4. I Will Set My Ship in Order – 6:00 (Tony Cuffe)

Lato B
1. John MacDonald's / The Sandpit – 4:47 (Dan Hugh MacEachern*)
2. Bide Ye Yet – 4:07 (Tony Cuffe (testi aggiunti), David Herd)
3. 'Neath the Gloamin' Star at E'en – 3:54
4. The New House in St. Peter's* / The Ewe wi' the Crookit Horn / Willie Murray's** – 6:52 (Iain MacDonald* **)

## Musicisti
- Billy Jackson - arpa, uileann pipes, whistle, basso, sintetizzatore, voce
- George Jackson - cittern, chitarra, whistle
- John Martin - fiddle, violoncello, voce
- Tony Cuffe - voce, chitarra, tiplé
- Iain MacDonald - pipes, flauto, whistle

Note aggiuntive
- Ossian - produttori, arrangiamenti
- Registrato e mixato al Castle Sound Studios di Pencaitland (East Lothian), Scozia nel luglio 1984
- Calum Malcolm - ingegnere delle registrazioni
- Colin Browne - design album
- George Neill - illustrazioni album
- Ringraziamenti speciali ai Pilgrim Harps ed al Canongate Music per il violoncello[2]